# Константиновка (Черниговская область)
Константиновка (укр. Костянтинівка) — село в Корюковском районе Черниговской области Украины. Население 9 человек. Занимает площадь 0,162 км².
Код КОАТУУ: 7422487002. Почтовый индекс: 15311. Телефонный код: +380 4657.

## Власть
Орган местного самоуправления — Прибынский сельский совет. Почтовый адрес: 15311, Черниговская обл., Корюковский р-н, с. Прибынь, ул. Гагарина, 2.